# Syzygium bubengense
Syzygium bubengense är en myrtenväxtart som beskrevs av Chieh Chen. Syzygium bubengense ingår i släktet Syzygium och familjen myrtenväxter. Inga underarter finns listade i Catalogue of Life.